# Rallye Dakar 1989

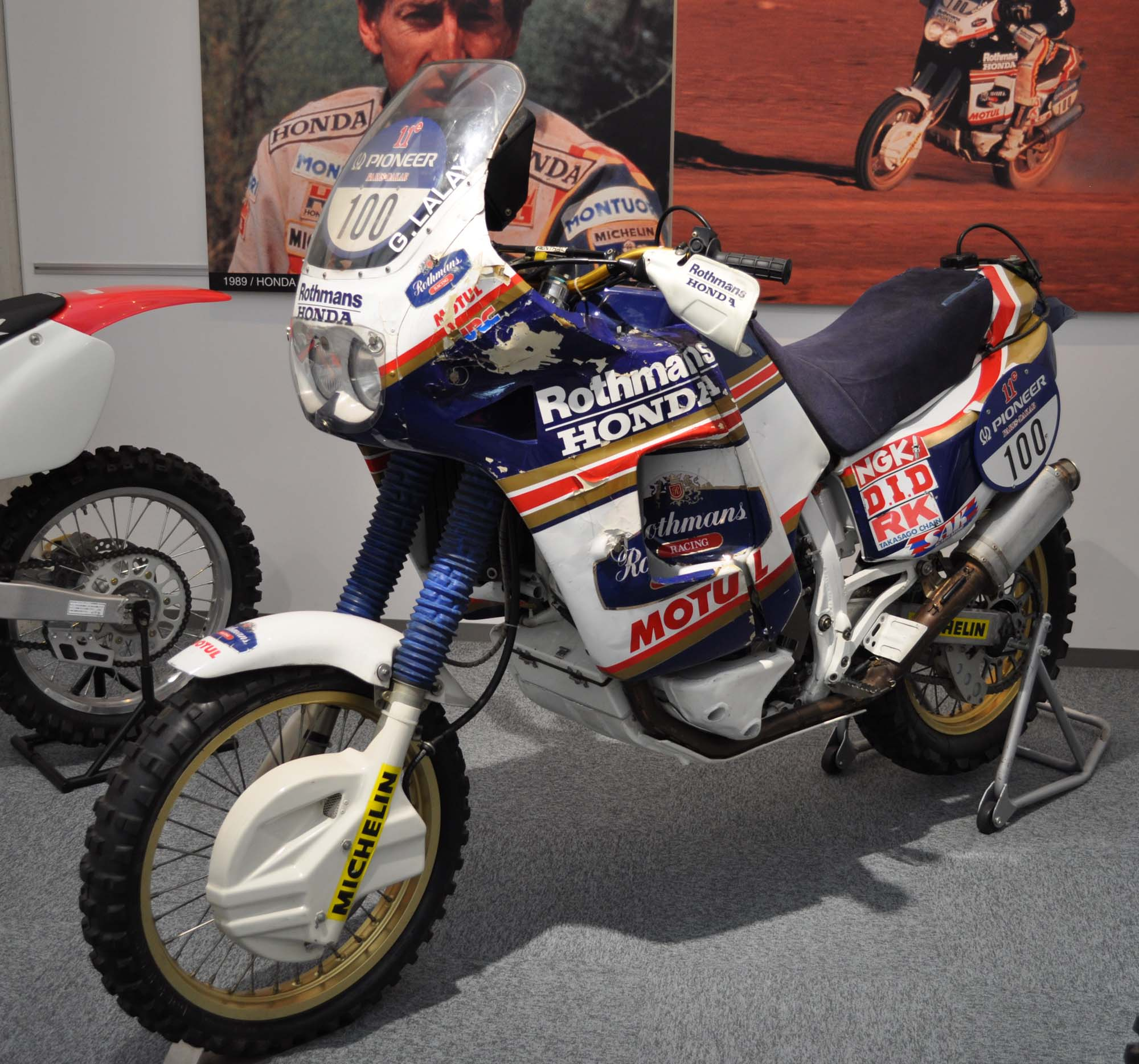
Siegerfahrzeug Honda NXR 750 von Gilles Lalay

Die Rallye Dakar 1989 (11e Rallye Paris-Alger-Dakar) war die 11. Ausgabe der Rallye Dakar. Sie begann am 25. Dezember 1988 in Paris und endete am 13. Januar 1989 in Dakar.
Die Strecke führte über 10.831 km (davon 6.605 Wertungskilometer) durch Frankreich, Tunesien, Libyen, Niger, Mali, Guinea und Senegal.
An der Rallye nahmen insgesamt 473 Teilnehmer – 241 PKW, 155 Motorräder und 77 Assistenz-LKW teil. Davon erreichten 209 das Ziel, was einen neuen Rekord darstellte.

## Endwertung

### Motorräder
|    | Fahrer       | Fahrzeug |
| -- | ------------ | -------- |
| 1. | Gilles Lalay | Honda    |
| 2. | Franco Picco | Yamaha   |
| 3. | Marc Morales | Honda    |

### PKW
|    | Fahrer         | Fahrzeug                    |
| -- | -------------- | --------------------------- |
| 1. | Ari Vatanen    | Peugeot 205                 |
| 2. | Jacky Ickx     | Peugeot 205                 |
| 3. | Patrick Tambay | Mitsubishi Pajero Evolution |

### LKW
Im Jahr 1989 gab es keine Wertung für LKW, diese nahmen nur als Assistenzfahrzeuge teil.